# Turowo (Szczecinek)
Turowo (deutsch Thurow, Kreis Neustettin) ist ein Dorf in der polnischen Woiwodschaft Westpommern. Es gehört zur Gmina Szczecinek (Landgemeinde Neustettin) im Powiat Szczecinecki (Neustettiner Kreis).

## Geographische Lage
Das Kirchdorf liegt in Hinterpommern, sieben Kilometer südlich der Kreisstadt  Neustettin (Szczecinek) und etwa 70 Kilometer südöstlich von Köslin (Koszalin). 

## Ortsname
Die deutsche Ortsbezeichnung Thurow gibt es heute auch noch mehrmals in Deutschland, während es in Polen zehn Orte mit dem Namen Turowo gibt.
Der Ortsname Thurow hat im Wendischen einen Bezug zu Auerochsen, pomoranischer „Tur“ = Auerochs. Taurowo heißt im Wendischen „Auerochsenwald“.

## Geschichte

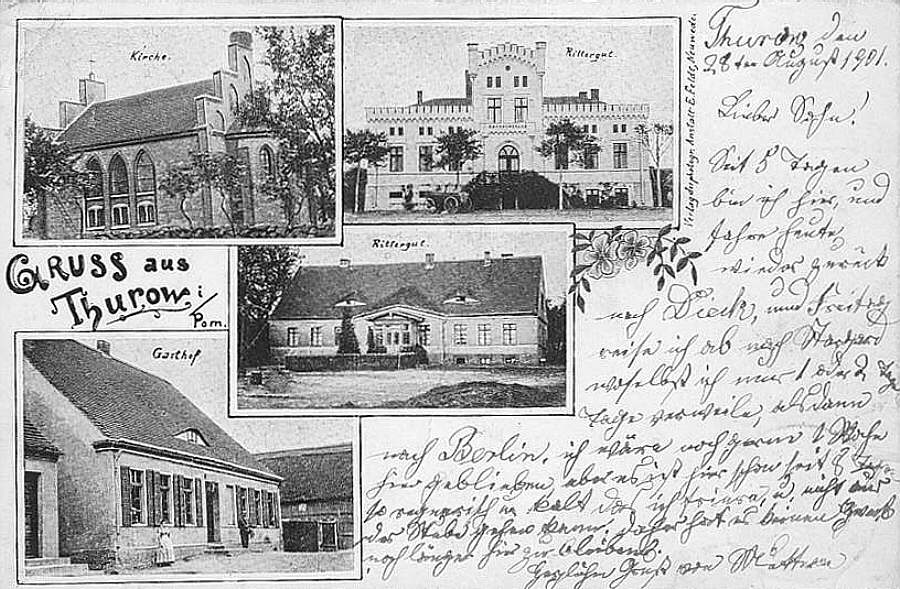
Bildpostkarte von Thurow aus dem Jahr 1901

Das Dorf Thurow wurde im Auftrag des Herzogs Barnim IX. von dem Neustettiner Hans Mandeke in den Jahren nach 1543 gegründet. Dieser erhielt am 15. November 1543 vom Herzog ein ewig freies Schulzenamt mit zwei Hufe Land (5–10 ha) auf der „wüsten“ Feldmark Thurow mit der Bedingung, dort innerhalb von drei Jahren einen Hof mit Haus und Scheune zu gründen. Mandeke sollte auch andere veranlassen, sich anzusiedeln, damit die Hufen mit der Zeit besetzt und bebaut würden. Die Bedingung für die Besiedlung war, dass Mandeke nach Ablauf von 10 freien Jahren einen Schulzenklöpfer (Schulzenpferd) auf seine Kosten und zur Verfügung des Amts halten sollte. Mandeke wurde der erste Dorfschulze und erhielt die Erlaubnis, einen Ausschank zu errichten. Er legte das Dorf Thurow auf 10 Bauern zu je zwei Hufen an.
Von 1543 bis zum Jahre 1945 gehörte Thurow als deutsches Dorf zum Landkreis Neustettin, der bis 1938 in den Regierungsbezirk Köslin integriert war und dann in den neugebildeten Regierungsbezirk Grenzmark Posen-Westpreußen umgegliedert wurde.
Zur Gemeinde Thurow gehörten damals die Ortschaften Münchowshof (heute polnisch: Miękowo), Forsthaus, Thurowkrug und Wegnershof (Janowo). Der Ort selbst war Amtsdorf und zu seinem Bezirk gehörten die Gemeinden Hütten (bei Gellin) (Sitno) und Labenz (Łabędź). Amtsgerichtsbereich war Neustettin.
Im Jahre 1910 zählte die Gemeinde Thurow 720 Einwohner. Ihre Zahl stieg bis 1925 auf 740, betrug 1933 noch 725 und wuchs bis 1939 auf 798.
Um 1933 gab es in dem Dorf einen Gasthof, zwei Gemischtwaren-Geschäfte, eine Niederlassung der Ländlichen Spar- und Darlehnskasse, eine Maschinenfabrik, eine Molkerei, eine Mühle sowie verschiedene Handwerksbetriebe.
Gegen Ende des Zweiten Weltkriegs besetzte im Frühjahr 1945 die Rote Armee die Region. Nach Beendigung der Kampfhandlungen wurde Thurow zusammen mit Hinterpommern seitens der sowjetischen Besatzungsmacht der Volksrepublik Polen zur Verwaltung überlassen. Von der polnischen Behörde wurde das Dorf nun unter der Ortsbezeichnung  „Turowo“ verwaltet. In der Folgezeit wurde die einheimische Bevölkerung von der polnischen Administration aus dem Kreisgebiet vertrieben.
Seit 1945 ist das Dorf als Ortsteil (Schulzenamt) der polnischen Gmina Szczecinek im Powiat Szczecinecki in der Woiwodschaft Westpommern angegliedert und zählt heute etwa 950 Einwohner.

### Standesamt Thurow
Thurow war bis 1945 Amtsdorf und Sitz eines Standesamtes. Die Personenstandslisten aus der Zeit zwischen 1874 und 1938 sind zum großen Teil erhalten und werden im Standesamt 1 in Berlin (-Mitte), im Staatsarchiv Köslin (Archiwum Państwowe w Koszalinie) bzw. im Standesamt (Urząd Stanu Cywilnego) in Szczecinek aufbewahrt.

## Kirche
Zunächst gehörte Thurow zur Kirchgemeinde in Neustettin. Der Kirchgang bei Wind und Wetter war lang und schwierig. Die Thurower Bauern beschwerten sich mehrfach und forderten für Thurow eine eigene Kirche. Hierauf wurde im Zeitraum von 1602 bis 1622 (unterschiedliche Jahresangaben in verschiedenen Quellen) die erste Kapelle auf dem Friedhof westlich an der Straße nach Hütten erbaut. Als diese Kapelle für die Dorfbewohner zu klein und zu marode geworden war, wurde 1847 die heutige Feldsteinkirche erbaut (bis 1945 evangelisch), zunächst ohne Glockenturm. Der heutige Glockenturm (27,70 m hoch) wurde nachträglich im Jahre 1906 errichtet.
Infolge des Zweiten Weltkrieges verschwanden die beiden Seitenemporen aus der Kirche ebenso wie die Orgel. Am 6. August 2012 erhielt das Gotteshaus eine neue Orgel, ein elektronisches Instrument. Es ist eine Spende des Otto Below aus Bergfeld in Schleswig-Holstein, Sohn des früheren Thurower Lehrers, Kantors und Organisten Otto Below.

### Kirchen-/Pfarrgemeinde
Thurow war ein altes Kirchdorf und ist es bis heute geblieben. Die Bevölkerung des Ortes war vor 1945 überwiegend evangelischer Konfession.
Im Jahre 1940 zählte die Kirchengemeinde Thurow 800 Gemeindeglieder, war seit alters her Filialgemeinde im Kirchspiel der St.-Nikolai-Kirche in Neustettin und wurde vom Inhaber der Zweiten Pfarrstelle (ehemaliger „Diakonus“) mitversorgt. Sie gehörte zum Kirchenkreis Neustettin im Ostsprengel der Kirchenprovinz Pommern der Kirche der Altpreußischen Union. Aus der Zeit vor 1945 haben sich die Kirchenbücher mit den Namen der Getauften, Konfirmierten, Getrauten und Verstorbenen aus den Jahren zwischen 1788 und 1815 erhalten und werden jetzt im Staatsarchiv Köslin (Koszalin) aufbewahrt.
Seit 1945 lebt in Turowo eine fast ausnahmslos katholische Einwohnerschaft. Die Kirche wurde zugunsten der katholischen Kirche enteignet und am 1. Juli 1947 als „St. Josefskirche“ (Kościół św. Józefa) neu geweiht. Im Jahre 1980 wurde in Turowo eine eigene Pfarrei errichtet, zu der auch die Kirchengemeinde Wilcze Laski (Wulfflatzke) gehört und die nahezu 2000 Gemeindeglieder zählt. Sie liegt im Bereich des Dekanats Szczecinek im Bistum Köslin-Kolberg der Katholischen Kirche in Polen. 
Hier lebende evangelische Kirchenglieder gehören nun zum Kirchspiel Koszalin (Köslin) in der Diözese Pommern-Großpolen der Evangelisch-Augsburgischen Kirche in Polen. Szczecinek ist ein Filialkirchort innerhalb des Pfarrsprengels.

### Pfarrer bis 1945
Seit der Reformation bis zum Jahre 1945 amtierten in Thurow (Sitz in Neustettin) als evangelische Geistliche:
| - Johann Snittke, bis 1554 - Joachim Born, 1554–1560 - Michael Schlott, 1560–1572 - Laspar Gendrich, 1573–1589 - Jakob Scheve (Schieve), 1589–1591 - Joachim Moltzan, 1596–1599 - Johann Florus, 1599–1620 - Albertus Rizschowius, 1621–1631 - Peter Richter, 1631–1654 - Franz Heinrich Richter, 1654–1658 - Christian Alwart, 1659–1694 - David Daniel Kludt, 1694–1708 - Gottfried Weise, 1708–1738 | - Johann Heinrich Lüdemann, 1739–1763 - Melchior Moritz Müzel, 1765–1778 - Christian Balthasar Schmidt, 1778–1788 - Johann Friedrich Ruschke, 1789–1812 - Johann Carl Wilhelm Drews, 1813–1850 - Johann Karl Ferdinand Lehmann, 1851–1853 - Gustav Adolf Schultze, 1854–1856 - Ernst Moritz Poethko, 1857–1861 - Karl August Heinrich Klamroth, 1862–1900 - Johannes August Kleophas Schwartz, 1901–1914 - Robert Carlsburg, 1915–1936 - Hugo Gotthard Bluth (Bloth), 1936–1945 |

## Schule und Lehrer
Turowo hat eine Grund- und eine Mittelschule, die in einem Gebäude mit Mensa untergebracht sind. Auf dem Schulgelände ist ein Sportplatz. Im Frühsommer 2016 feierten die Grundschule in Turowo und die Grundschule in Westergellersen im Landkreis Lüneburg offiziell ihre zehnjährige Partnerschaft.
Wer der erste Lehrer im ehemaligen Thurow war, ist noch nicht abschließend erforscht.
Nachgewiesen sind:
Jakob Pögel, 1770 verstorben, war nach den Quellen 38 Jahre lang Schulmeister.
Bis 1827 war Christian Lorenz Lehrer und Küster in Thurow. Ihm folgte bis 1850 Ferdinand Kleist. Danach folgte Julius Below, der 1894 nach 50-jähriger Amtszeit in den Ruhestand versetzt wurde. Nachfolger als Lehrer und Organist wurde 1894 dessen Sohn Heinrich Ernst Otto Below. Nachfolger von diesem war bis 1945 Günter Reichow. Der Lehrer, Kantor und Organist Otto Below ist auf den beiden Kirchenglocken – heute noch gut sichtbar – verewigt.

## Verkehr

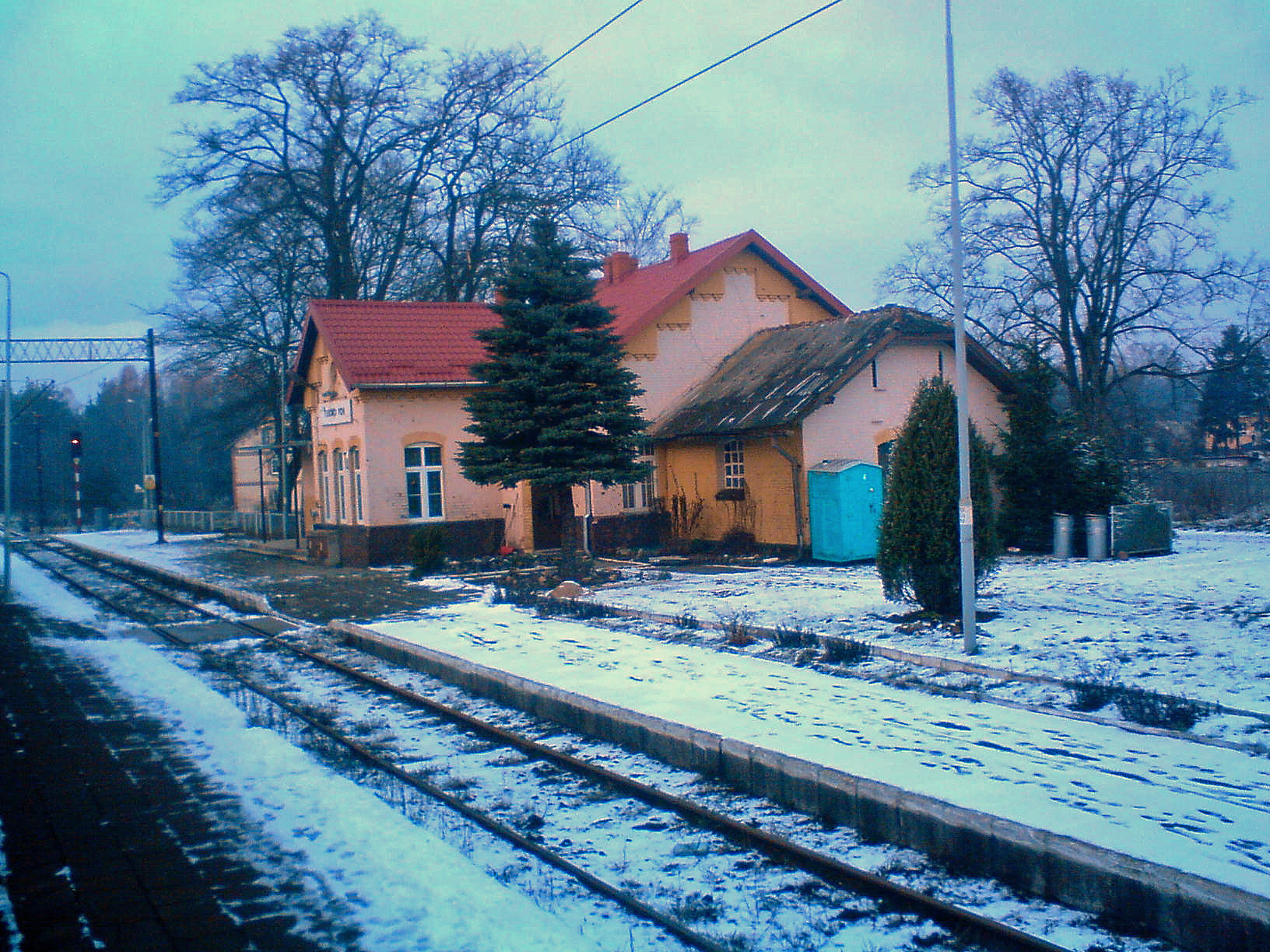
Bahnstation Turowo Pomorskie (Thurow, Kr. Neustettin)

Der Ort liegt an der polnischen Landesstraße 11 (hier Teilstück der deutschen Reichsstraße 160), die von  Kolberg (Kołobrzeg) über Köslin (Koszalin) nach Schneidmühl (Piła) und weiter über Posen bis ins oberschlesische Bytom (Beuthen) führt. Im Ort trifft eine von Wilcze Laski (Wulfflatzke) kommende Nebenstraße auf die Fernstraße.
Im Jahre 1879 wurde die Bahnstation Thurow (Kr. Neustettin) (heute polnisch: Turowo Pomorskie) errichtet und stellt seither den Anschluss an die Bahnstrecke Piła–Ustka (Schneidemühl–Stolpmünde) her.

## Archivalien
- Rudolf Buse: Chronik Thurow. 1995. Unveröffentlicht, Lose-Blatt-Sammlung im Neustettiner Heimatmuseum in Eutin.